# Sprenger van Eijk
Pour les articles homonymes, voir Eijk.

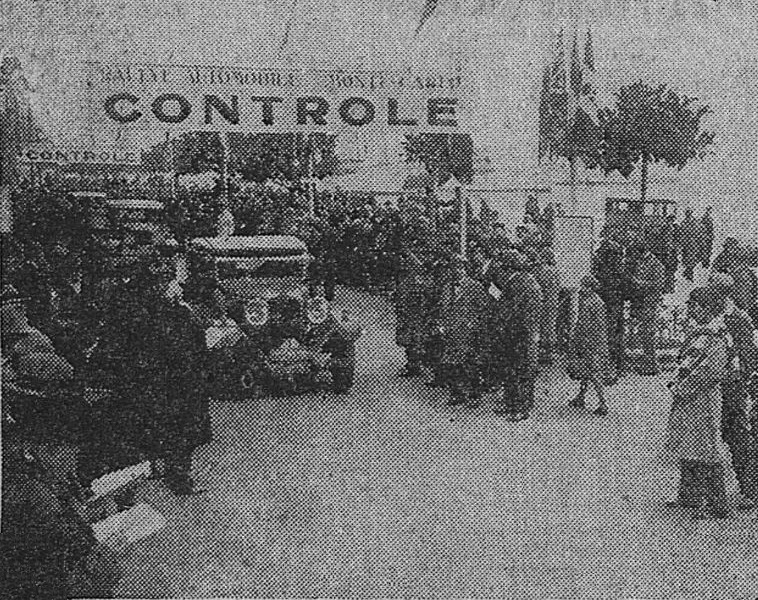
Concurrents du rallye Monte-Carlo 1929.

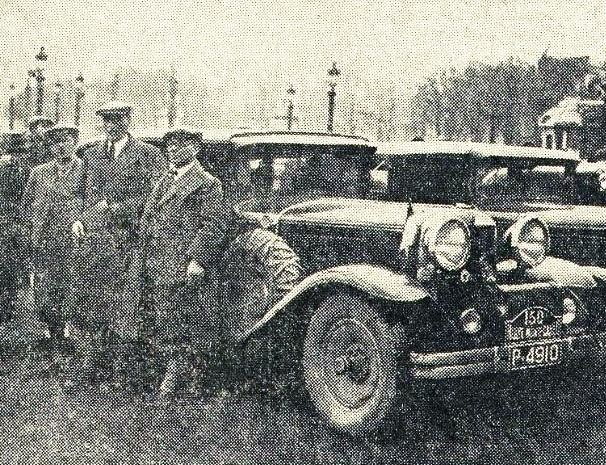
Rallye Monte Carlo 1931, le docteur J.J. Sprenger van Eijk à Paris, sur Graham Paige.

Le Docteur JJ Sprenger van Eijk était un pilote de rallyes néerlandais privé occasionnel.

## Biographie
Van Eijk était un ingénieur des mines, employé d'état pour le ministère de l'Industrie des Pays-Bas, et vivait à Heerlen.
Il participa à quinze éditions du Rallye Monte-Carlo, jusqu'en 1956 (seul son compatriote Maurice Gatsonides le dépassa dans son pays au nombre de participations monégasques).
Ad(je) Paulen, dit Bobo, fut son copilote lors de ses dernières apparitions dans la principauté.
En 1929, il part de Stockholm pour parcourir 2 963 kilomètres à la vitesse moyenne de 39,887 km/h.

## Palmarès
- Vainqueur du rallye Monte-Carlo en 1929, sur Graham-Paige US de 27CV, 4718 cm3 (partie de Stockholm);
  - 4e de l'édition 1930, toujours sur Graham-Paige, à 5260 cm3;
  - 5e de l'édition 1931, même véhicule (fort peu usité en Europe);
  - 33e en 1936;
  - il participa également à l'édition de 1939.